# Rotte (flod)

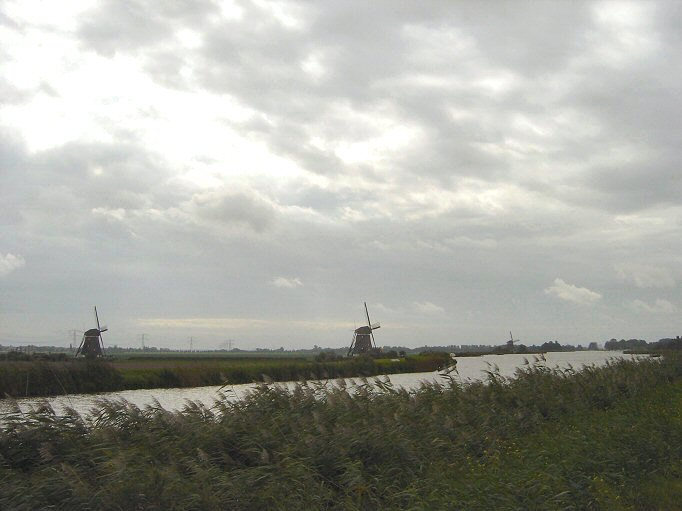
Rotte i Bleiswijk

Rotte är en flod i Rhens och Maas floddeltan i Nederländerna. Rotte har gett namn åt staden Rotterdam: staden grundades på 1200-talet när en dammbyggnad uppfördes längs floden.

## Etymologi
Floden hette ursprungligen Rotta, från rot, 'grumligt' och, water, 'vatten', alltså 'grumligt vatten'.

## Geografi
Den stiger i Moerkapelle i det så kallade Gröna hjärtat. Den använde två avlopp i Zuidplassjön tills den regenererades 1840.
Den rinner förbi Bleiswijk och Bergschenhoek, och sedan byn Hillegersberg, som byggdes på en sanddyn och var en av de få platser i marsklandet som kunde bebos permanent innan kanalerna konstruerades. På kyrkogården finns ruiner av ett slott från 1200-talet, vars historia förmodligen går tillbaks till det romanska rikets tid. Ursprungligen strömmade den in i Nieuwe Maas i Rotterdam; då det var lägre räckvidd dämdes floden upp, och vattnet flyter nu igenom Nieuwe Maas via flera kanaler.

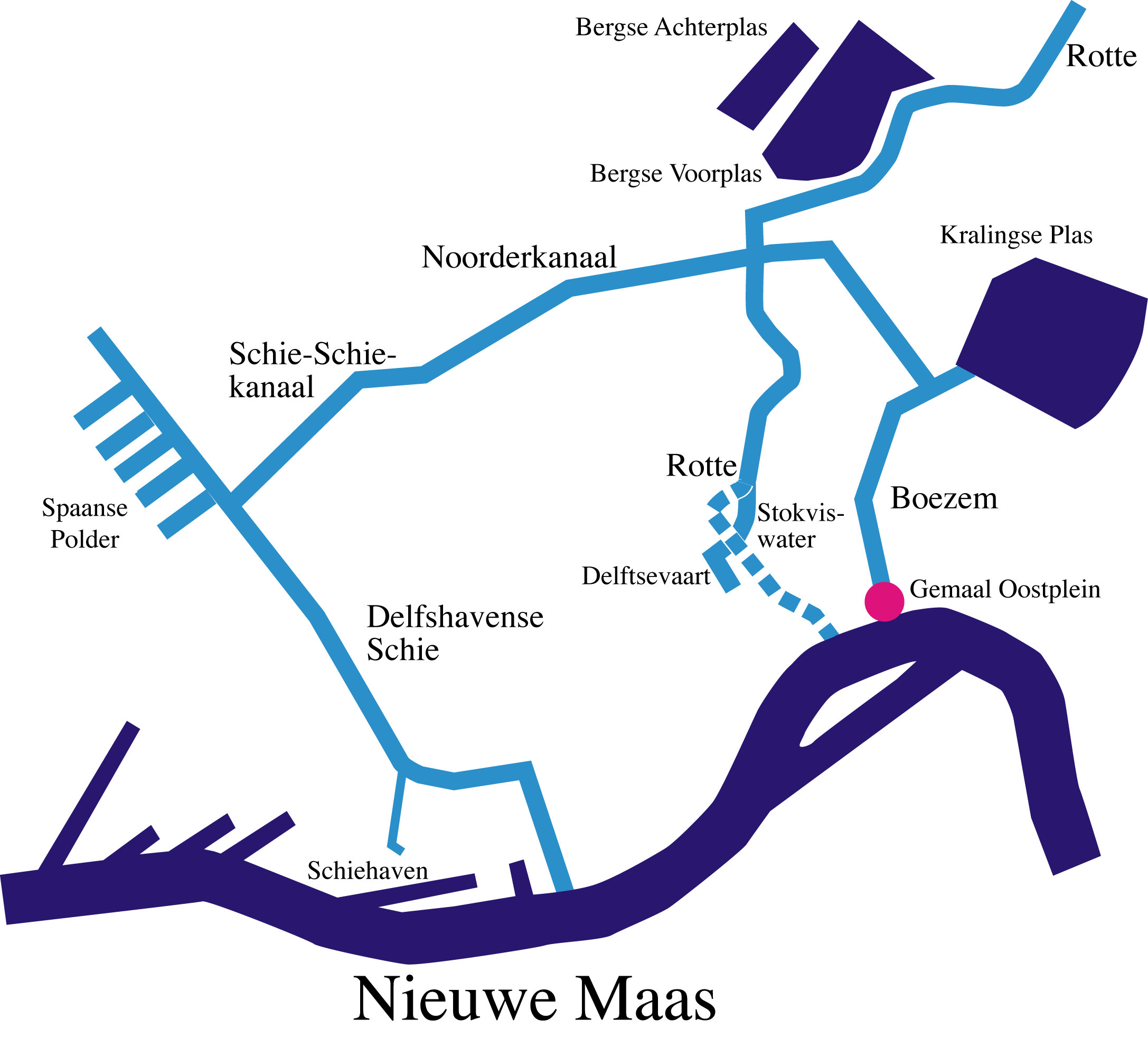
Floden Rotte korsar inte längre Nieuwe Maas direkt

Utanför Rotterdam, korsar Rotte Crooswijksesingel. Här hittar man en gammal fabriksbyggnad från Heinekenbryggeriet, som förlades här.

## Inre Rotte
Inre Rotte, som är en del av floden i centrala Rotterdam, fick ge vika 1869-1871 på grund av byggandet av "Luchtspoor", en förhöjd del av järnvägen. Flodvattnet avleddes via Stokvisverlaat, Delftse Vaart och Vlasmarktsluis till Leuvehaven. När Luftwaffe bombade staden 1940 förstördes denna förbindelse. Under andra världskriget skapade stadsplaneraren Gerrit Willem Witteveen en ny förbindelse till Leuvehaven. Efter kriget användes Rotte inte längre för godstransporter.
Byggandet av Rotterdams tunnelbanas öst-västlinje avbröt det direkta sambandet mellan Rotte och Nieuwe Maas. Sedan dess flyter flodvattnet genom en underjordisk kanal till Oostplein.
1993 revs den förhöjda delen av järnvägen; tågen använder numera "Willemspoor"-tunneln. Planer gjordes för att muddra den gamla flodbädden och fylla den med vatten. Dessa planer har genomfördes aldrig. Inre Rotte är numera en bred aveny, där evenemang såsom marknader kan hållas. Den tidigare dammen låg där Inre Rotte idag korsar Hoogstraat ('Höggatan').

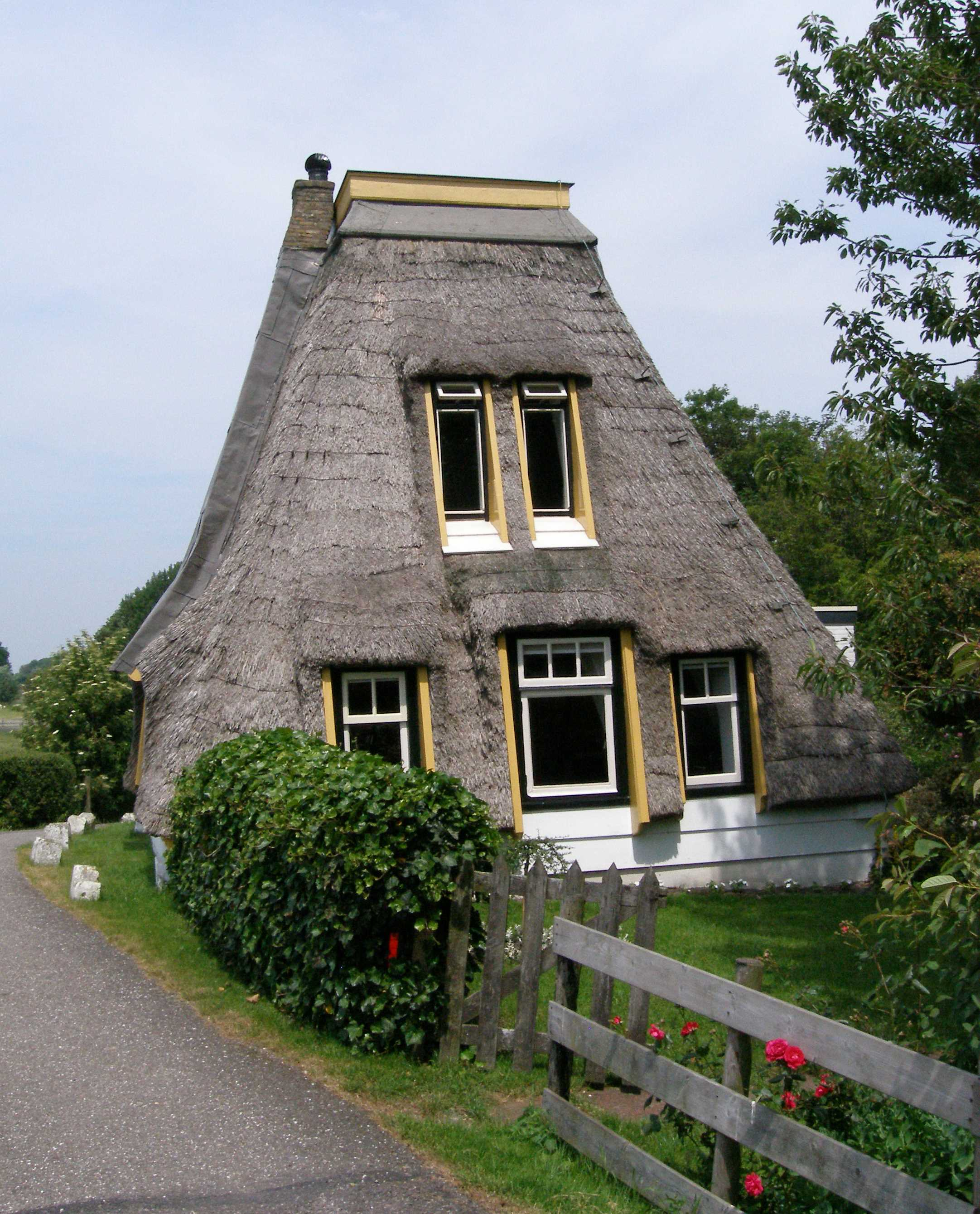
Den f.d. väderkvarnen "De Oorsprong" på Rottekällan
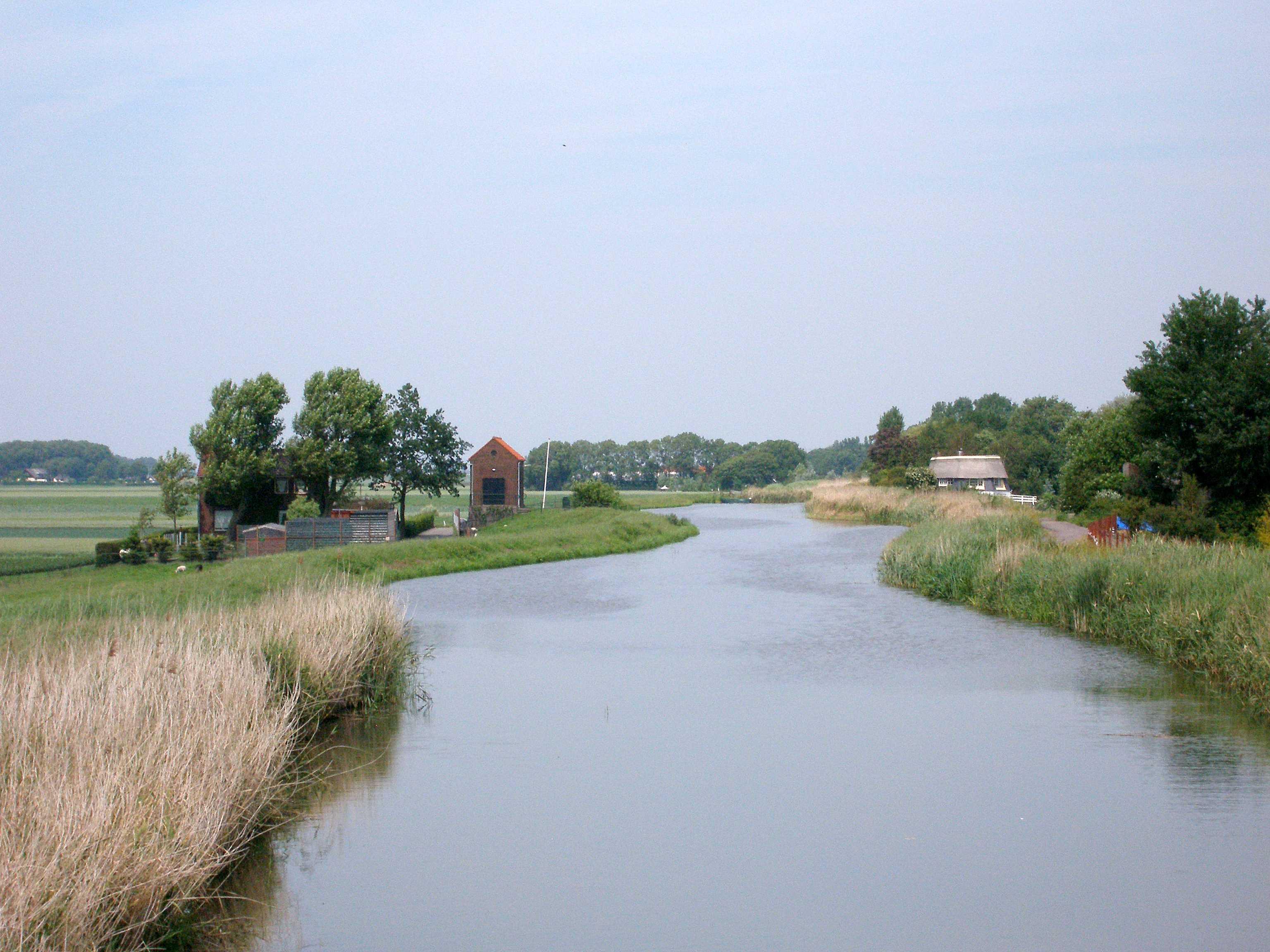
Rottes första meter sett från kvarnen
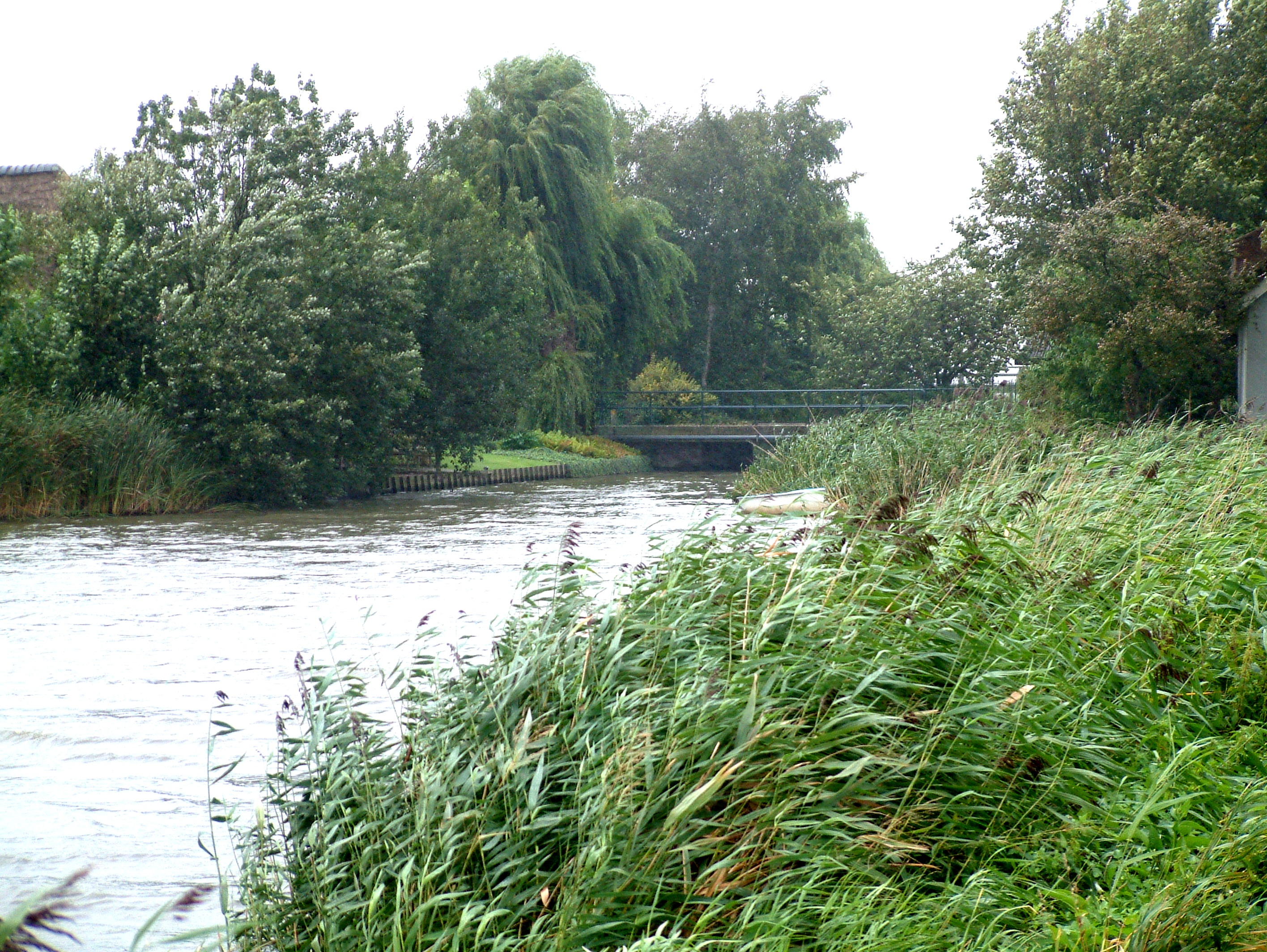
Rotte nära Hollevoeterbrug
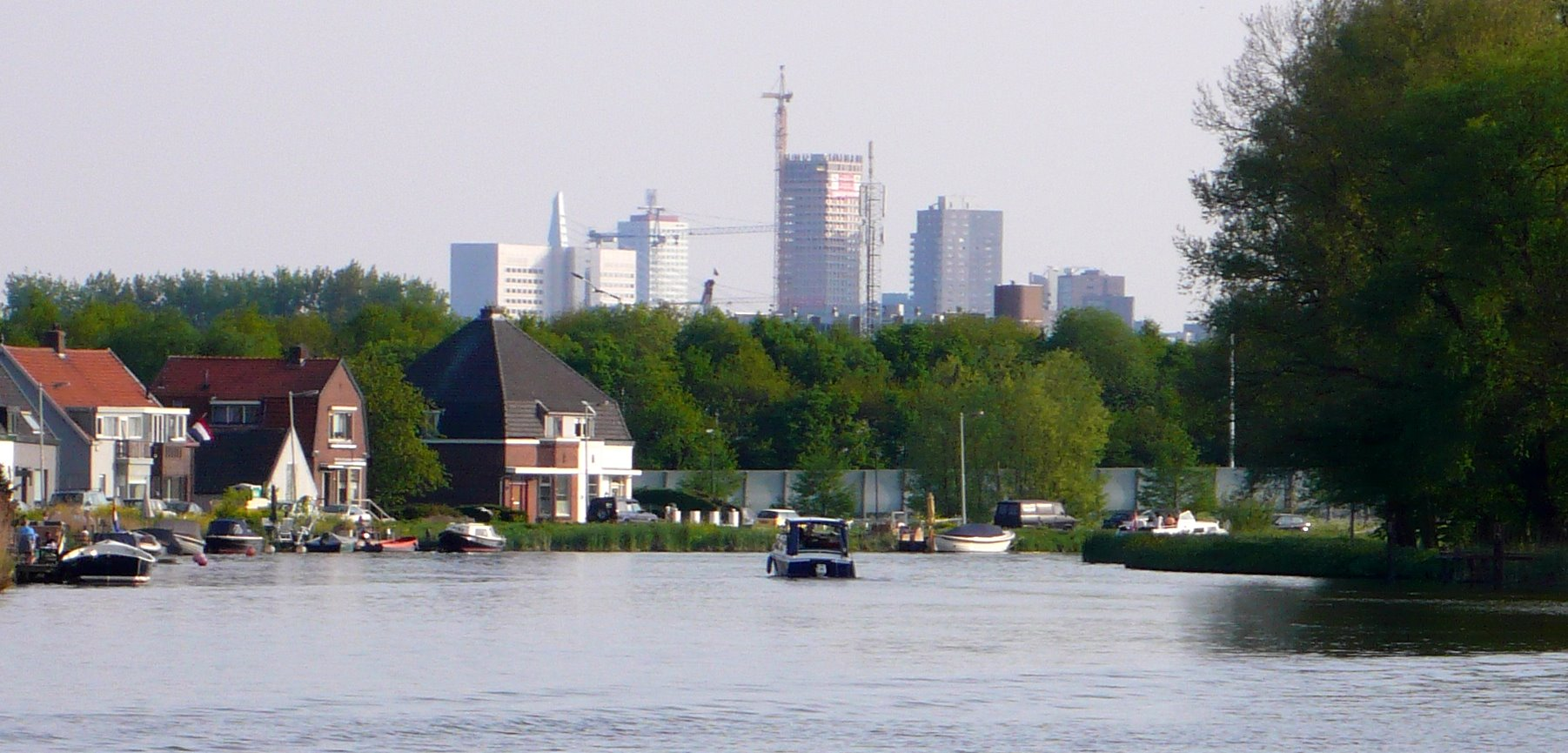
Rotte nära Rotterdam